# Timo Roosen
Timo Roosen (Tilburg, 11 januari 1993) is een Nederlands wielrenner die anno 2024 rijdt voor Team dsm-firmenich PostNL.

## Carrière
In 2016 nam Roosen deel aan de Ronde van Frankrijk, waar hij deel uitmaakte van de sprinttrein van Dylan Groenewegen. Roosen eindigde op plek 111, bijna vier uur achter winnaar Chris Froome.
In 2021 wordt Roosen onverwacht Nederlands kampioen op de weg. Dit doet hij door in de laatste ronden weg te rijden uit een kopgroep van zeven renners. De wedstrijd werd gereden door 25 rondes van 7,3 kilometer te rijden rondom de VAM-berg.
In 2022 wint Roosen ook onverwachts de 2e etappe van de Ronde van Burgos na een massale valpartij door een verkeersdrempel in de aanloop naar de sprint.

## Overwinningen
2011
3e etappe Sint-Martinusprijs Kontich
2013
1e etappe Ronde van Berlijn
2014
Sprintklassement Ster ZLM Toer
3e etappe Kreiz Breizh Elites
Jongerenklassement Kreiz Breizh Elites
2017
2e etappe Tour des Fjords
Tacx Pro Classic
2020
3e Nederlands Kampioenschap wielrennen
2021
 Nederlands Kampioen op de weg, Elite
2022
2e etappe Ronde van Burgos

### Resultaten in voornaamste wedstrijden
| Jaar | Ronde van Italië | Ronde van Frankrijk | Ronde van Spanje |
| ---- | ---------------- | ------------------- | ---------------- |
| 2015 |                  |                     | 95e              |
| 2016 |                  | 111e                |                  |
| 2017 |                  | opgave              |                  |
| 2018 |                  | 137e                |                  |
| 2019 |                  |                     |                  |
| 2020 |                  |                     |                  |
| 2021 |                  |                     |                  |
| 2022 |                  |                     |                  |
| 2023 |                  |                     |                  |
| 2024 |                  |                     |                  |
| 2025 |                  |                     |                  |

| Jaar | Milaan-San Remo | Gent-Wevelgem | Ronde van Vlaanderen | Parijs-Roubaix | Amstel Gold Race | Luik-Bast.‑Luik | Ronde van Lombardije | Waalse Pijl | Parijs-Tours | Omloop Het Nieuwsblad |  | Wereldranglijsten |
| ---- | --------------- | ------------- | -------------------- | -------------- | ---------------- | --------------- | -------------------- | ----------- | ------------ | --------------------- |  | ----------------- |
| 2015 |                 |               |                      |                | opgave           |                 | 90e                  |             |              |                       |  |                   |
| 2016 |                 |               | 48e                  | 46e            |                  |                 |                      |             |              | 93e                   |  |                   |
| 2017 |                 |               |                      |                | 112e             |                 |                      |             | 60e          | 18e                   |  | 283e (UWT)        |
| 2018 |                 | 38e           | 14e                  | buit.tijd      |                  |                 |                      |             | 33e          | 16e                   |  | 68e (UWT)         |
| 2019 |                 |               |                      | 89e            |                  |                 |                      | opgave      |              | 79e                   |  | 194e (UWR)        |
| 2020 | 59e             | 59e           | 106e                 |                |                  |                 |                      |             |              |                       |  |                   |
| 2021 | 80e             | 47e           | 97e                  | 63e            |                  |                 |                      |             | 78e          | 41e                   |  |                   |
| 2022 |                 | opgave        | opgave               | 103e           | 63e              | opgave          |                      |             |              |                       |  |                   |
| 2023 |                 | 81e           |                      | 91e            |                  |                 |                      |             |              |                       |  |                   |
| 2024 |                 |               |                      |                |                  |                 |                      |             | 130e         |                       |  |                   |
| 2025 |                 |               | opgave               | 99e            | opgave           |                 |                      | opgave      |              |                       |  |                   |

### Resultaten in kleinere rondes
| Jaar | Tour Down Under | UAE Tour | Parijs-Nice | Tirreno-Adriatico | Ronde van Catalonië | Ronde van het Baskenland | Ronde van Romandië | Ronde van Californië | Critérium du Dauphiné | Ronde van Zwitserland | Benelux Tour | Ronde van Guangxi |
| ---- | --------------- | -------- | ----------- | ----------------- | ------------------- | ------------------------ | ------------------ | -------------------- | --------------------- | --------------------- | ------------ | ----------------- |
| 2015 | 59e             |          |             |                   | 103e                | 106e                     |                    |                      |                       |                       |              |                   |
| 2016 |                 |          |             | 85e               |                     |                          |                    | 41e                  |                       |                       | 50e          |                   |
| 2017 |                 | 74e      | 82e         |                   |                     |                          |                    |                      |                       |                       | 32e          |                   |
| 2018 |                 | 7e       | opgave      |                   |                     |                          |                    |                      |                       |                       | 33e          | 83e               |
| 2019 |                 |          |             |                   |                     |                          |                    | opgave               |                       | 106e                  | 26e          | 45e               |
| 2020 | 69e             | 76e      |             | 71e               |                     |                          |                    |                      |                       |                       | 61e          |                   |
| 2021 |                 |          |             | 72e               |                     |                          |                    |                      | 80e                   |                       | 30e          |                   |
| 2022 |                 | 56e      |             |                   |                     |                          | 92e                |                      |                       | opgave                |              |                   |
| 2023 | 61e             | 59e      |             |                   |                     |                          |                    |                      |                       |                       |              |                   |
| 2024 |                 | 73e      | opgave      |                   |                     |                          |                    |                      |                       |                       |              |                   |

## Ploegen
- 2013 –  Rabobank Development Team (stagiair vanaf 1 augustus)
- 2014 –  Rabobank Development Team
- 2015 –  Team LottoNL-Jumbo
- 2016 –  Team LottoNL-Jumbo
- 2017 –  Team LottoNL-Jumbo
- 2018 –  Team LottoNL-Jumbo
- 2019 –  Team Jumbo-Visma
- 2020 –  Team Jumbo-Visma
- 2021 –  Team Jumbo-Visma
- 2022 –  Team Jumbo-Visma
- 2023 –  Jumbo-Visma
- 2024 –  Team dsm-firmenich PostNL
- 2025 –  Team dsm-firmenich PostNL

van Baarle ·
Bosman ·
Bovenhuis ·
van Dongen ·
Dolfsma ·
van Empel ·
Godrie ·
van der Haar ·
Hofstede ·
Korevaar · 
van der Lijke ·
Minnaard ·
Olivier ·
Slik ·
Teunissen ·
van Trijp ·
Tusveld ·
Wubben ·
Zabel ·
Zepuntke ·
Meijers (stagiair) ·
Roosen (stagiair) 
Bol · Budding · Dolfsma · van Dongen · van Empel · Gerts · Godrie · Havik · Hofstede · Honingh · Korevaar · Lindeman · Looij · Meijers · Oomen · Roosen · Slik · Teunissen · van Trijp · Tusveld
Bennett · Bulgaç · De Weert · Flens · Gesink · Goos · Hofland · Keizer · Kelderman · Kruijswijk · Leezer · Lindeman · Markus · Martens · Roosen · Tankink · Teunissen · ten Dam · Tjallingii · Van Asbroeck · van der Lijke · van Emden · Vanmarcke · van Winden · Wagner · Wynants · Bouwman (stagiair) · Castelijns (stagiair) · Lammertink (stagiair)
Battaglin · Bennett · Bouwman · Campenaerts · Castelijns · van Emden · Gesink · Goos · Groenewegen · Hofland · Keizer · Kelderman · Kruijswijk · Lammertink · Leezer · Lindeman · Martens · Roglič · Roosen · Tankink · Teunissen · Tjallingii · Van Asbroeck · Vanmarcke · Vermeulen · Wagner · van Winden · Wynants
Battaglin · Bennett · Boom · Bouwman · Campenaerts   · Castelijns · Clement · De Tier · van Emden · Gesink · Groenewegen · Jansen · Keizer · Kruijswijk · Lammertink · Leezer · Lindeman · Lobato · Martens · Olivier · Roglič · Roosen · Tankink · Tolhoek · Van den Broeck · Van Hoecke · Vermeulen · Wagner · Wynants · Janssen (stagiair)
Battaglin · Bennett · Boom · Bouwman · Clement · De Tier · Eenkhoorn · van Emden · Gesink · Groenewegen · Jansen · Kruijswijk · Kuss · Leezer · Lindeman · Martens · Olivier · van Poppel · Powless · Roglič · Roosen · Tankink · Tolhoek · Van Hoecke · Wagner · Wynants
Van Aert · Bennett · Bouwman · De Plus · Dumoulin · Eenkhoorn · Foss · Gesink · Groenewegen · Harper · Hofstede · Jansen · Kruijswijk · Kuss · Leezer · Lindeman · Martens · Martin · Pfingsten · Roglič   · Roosen · Teunissen · Tolhoek · Van der Hoorn · Van Emden · Vingegaard · Wynants
Van Aert · Affini · Bennett · Bouwman · Dekker · van Dijke (vanaf 5 september) · Dumoulin · Eenkhoorn · Van Emden · Foss · Gesink · Groenewegen · Harper · Hofstede · Van Hooydonck · Kooij (vanaf 18 februari) · Kruijswijk · Kuss · Leemreize · Martens (t/m 30 mei) · Martin · Oomen · Pfingsten · Roglič   · Roosen · Teunissen · Tolhoek · Vingegaard · Wynants (t/m 4 april)
Affini · Benoot · Bouwman · Dekker · Dennis · Dumoulin (tot 15/8) · Eenkhoorn · Foss   · Gesink · Harper · Hessmann · Hofstede · Kooij · Kruijswijk · Kuss · Laporte · Leemreize · Oomen · Roglič   · Roosen · Teunissen · Vader · Van Aert · Van der Sande · M. van Dijke · T. van Dijke · Van Emden · Van Hooydonck · Vingegaard · Gloag (stagiair)
Affini · Benoot · Bouwman · Dennis · Foss   · Gesink · Gloag · Hessmann · Hofstede · Kelderman · Kooij · Kruijswijk · Kuss · Laporte  · Leemreize · Oomen · Roglič   · Roosen · Tratnik · Vader · Valter · Van Aert · van Baarle · Van der Sande · M. van Dijke · T. van Dijke · Van Emden · Van Hooydonck · Vingegaard
Andresen · Bardet · Barguil · Van den Berg · Bevin · Bittner · Van den Broek · Combaud · Degenkolb · Dinham · Eddy · Edmondson · Eekhoff · Hamilton · Jakobsen · Leemreize · Leijnse · Liepiņš · Märkl · Naberman · Onley · Poole · Roosen · Tusveld · van Uden · Vermaerke · Welten · Koerdt (stagiair)